# Montecarlo (Olaszország)
Montecarlo település Olaszországban, Toszkána régióban, Lucca megyében. Lakosainak száma 4389 fő (2023. január 1.). Montecarlo Altopascio, Capannori, Chiesina Uzzanese, Pescia és Porcari községekkel határos.

## Népesség
A település lakossága az elmúlt években az alábbi módon változott:
| Lakosok száma | 4413 | 4397 | 4389 |
|               | 2017 | 2018 | 2023 |